# The River Niger
The River Niger è un film del 1976 diretto da Krishna Shah, e interpretato da Cicely Tyson, James Earl Jones e Louis Gossett Jr..

## Trama
Johnny Williams è un nero che di lavoro fa il poeta e vorrebbe contemporaneamente dedicarsi alla vita. Sta cercando di aiutare anche la moglie malata, ma i tempi sono duri. A Johnny cercano di aiutare tutti i suoi amici, compreso il suo amico Dudley.